# 天父受苦説
天父受苦説（てんふじゅくせつ, Patripassianism）は、3世紀に現れたモナルキア主義（一位神論）の流れを汲むキリスト教の一思想で、正統派から異端とされた。
父神受苦説（ふしんじゅくせつ）、天父受難説（てんぷじゅなんせつ）とも訳す。

## 概説
神の位格は一つであり、現象として父と子と聖霊という三つの顕現様態があると主張する「様態論的モナルキア主義」の呼び方のひとつ。東方ではサベリウス主義と呼ばれたが、西方ではテルトゥリアヌスやヒッポリュトスから批判をこめて「天父受難説」と呼ばれた。天父受難説（Patripassianism）はキリストは父なる神の一顕現様態であり父と子は同一であるとし、逮捕されて十字架にかけられたイエスは、イエスの様態をとった父なる神であったという主張である。唯一神とキリストの関係をイエスの神性を強調し、その人性を軽視することで説明しようとしたのである。